# Ștefan Petrescu
Ștefan Petrescu, född 1 juli 1931 i Râmnicu Sărat, död 1993, var en rumänsk sportskytt.
Petrescu blev olympisk guldmedaljör i snabbpistol vid sommarspelen 1956 i Melbourne.